# Rick James
Rick James (født James Ambrose Johnson, Jr., 1. februar 1948 – 6. august 2004) var en amerikansk musiker og sangskriver. Han optog i starten af sin karriere med bl.a. Neil Young og Steppenwolf-medlemmet Goldy McJohn, men deres materiale kom dog aldrig ud af studiet. I stedet optrådte Rick James som bassist i en række bands, før han fik en kontrakt med Motowns datterselskab Gordy Records i 1977.
Samarbejdet førte til albummet Come Get It i 1978, der med singlerne You and I og Mary Jane kickstartede Rick James karriere og til dels reddede Motown fra fallitten. I de efterfølgende år udgav James et album årligt, hvor det især var ’Street Songs’ fra 1981, der tog opmærksomheden takket være kæmpehittet Super Freak.
Omkring samme tid begyndte Rick James også at producere for gruppen The Temptations, hvis karriere blev forlænget en del år med hjælp fra Rick James. Hans talent for iørefaldende hits kunne bl.a. høres på Standin’ On The Top, der skaffede gruppen tilbage på hitlisterne.
Cold Blooded fra 1983 var med til at holde Rick James på toppen. Både titelnummeret og Smokey Robinson-duetten Ebony hittede og markerede hans rolle som en af de mere succesfulde soulkunstnere i 80’erne.
Med tiden gik luften dog lidt ud af den hårfagre førsteelsker. Hans minde blev dog reddet, da MC Hammer samplede James på hittet U Can’t Touch This.
Rick James burde naturligvis have udnyttet Hammer-effekten til et comeback, men han missede chancen, hvilket ikke mindst skyldtes hans alkohol- og narkotikamisbrug, der toppede i netop denne periode.
Rick James døde den 7. august 2004. Han blev 56 år.

## Diskografi

### Albums
- 1978: Come Get It
- 1979: Bustin Out of L Seven
- 1979: Fire It Up
- 1980: Garden of Love
- 1981: Street Songs
- 1982: Throwin' Down
- 1983: Cold Blooded
- 1985: Glow
- 1986: The Flag
- 1988: Wonderful
- 1989: Kickin'
- 1997: Urban Rhapsody